# 新風館
新風館（しんぷうかん）は、京都市中京区にある元京都中央電話局のレンガ作りの複合商業施設。エースホテル、ミニシアターのアップリンク京都などが入居する。運営はNTT都市開発。

## 概要
原形となる鉄筋コンクリート造の洋館は、逓信省営繕課技師の吉田鉄郎による設計、清水組（現 清水建設）の施工で1926年に竣工し、1931年に増築された京都中央電話局である。建設当初は電話交換施設として使用され、のちに電電公社（→NTT→NTT西日本）の京都電電ビル西館となった。京都市登録有形文化財第1号に登録されている。
建物は改築された後、商業施設「新風館」として2001年から2016年まで営業が行われ、再度改築されて2020年6月11日に開業した。2001年の電話局から商業施設へのリニューアル時に再度のリニューアルは構想されていた。施設全体では地下2階～地上7階の規模であり、高さは約31メートルである。
再々開発が2021年度グッドデザイン賞（商業のための建築・環境）を受賞。

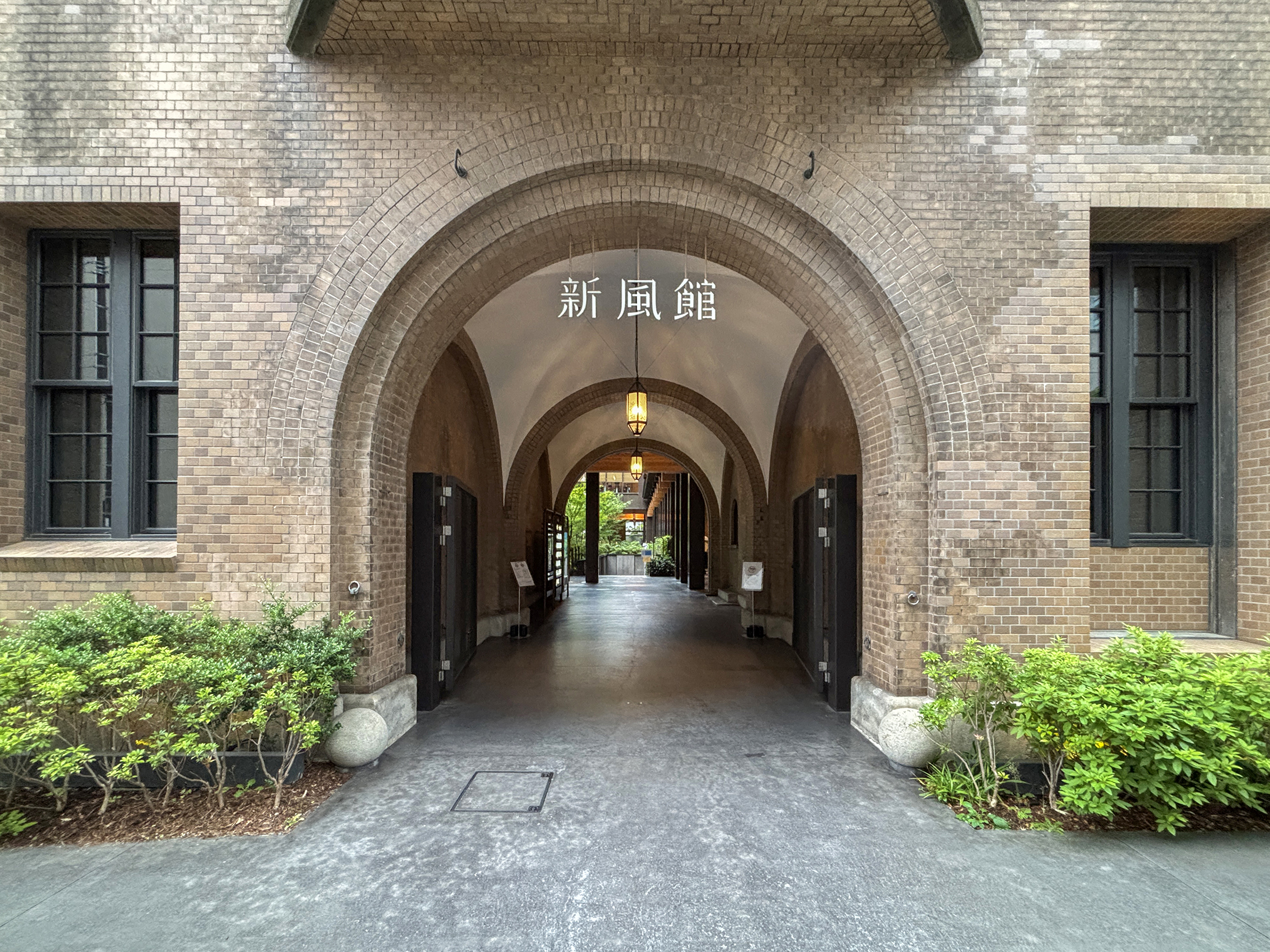
入口（2025年6月）
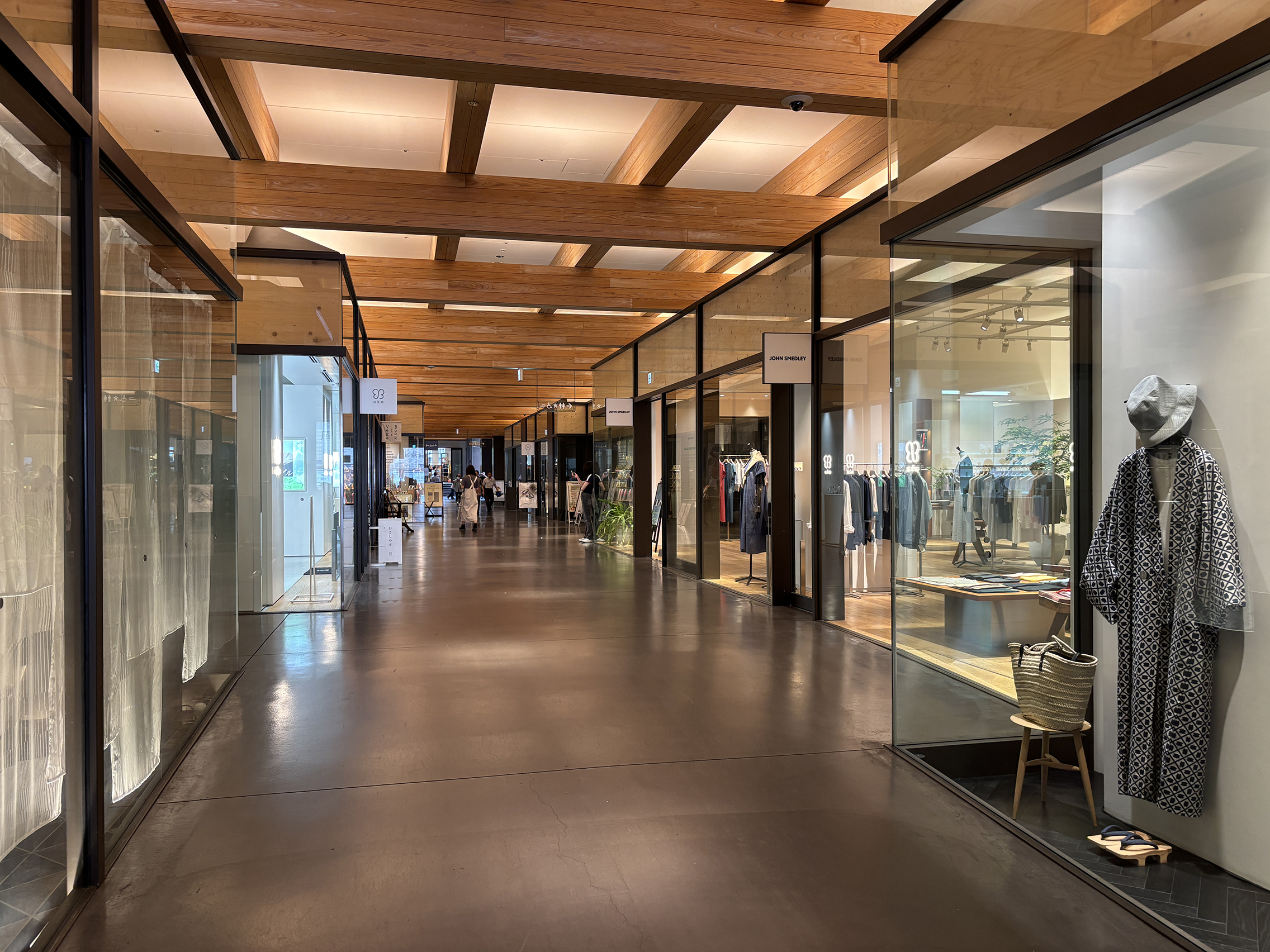
店舗
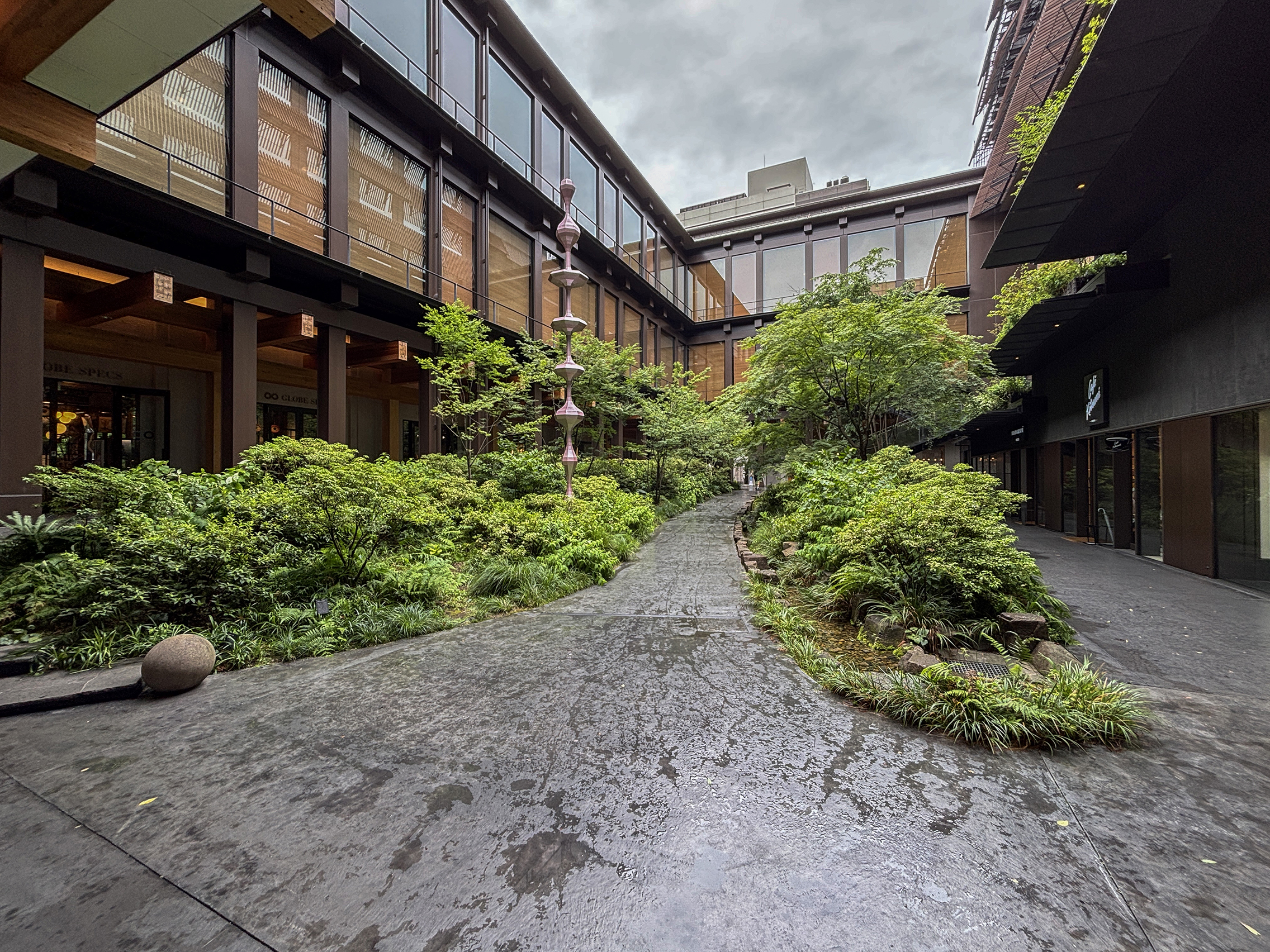
内部庭院（2025年6月）
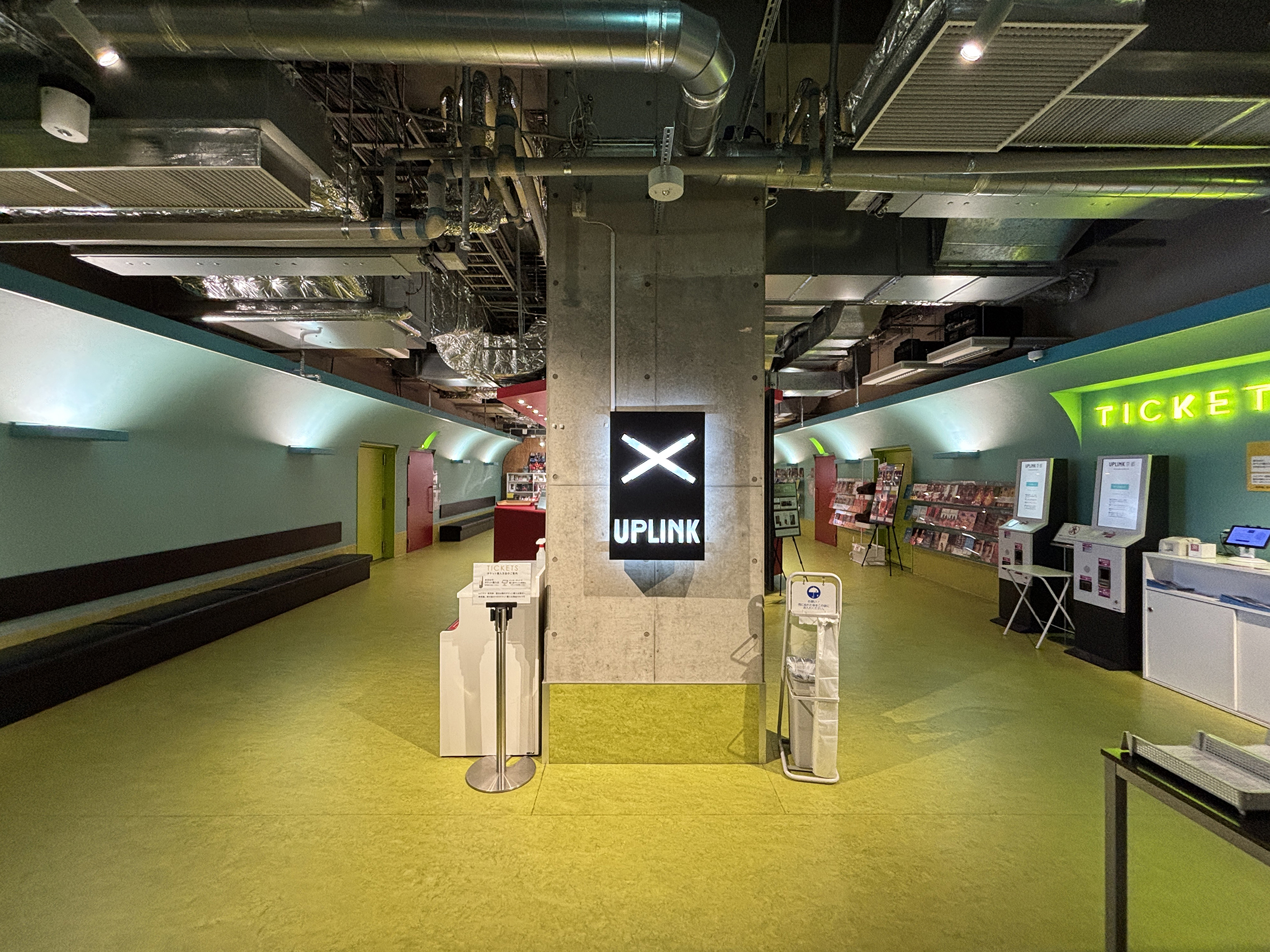
B1階アップリンク京都（2025年6月）
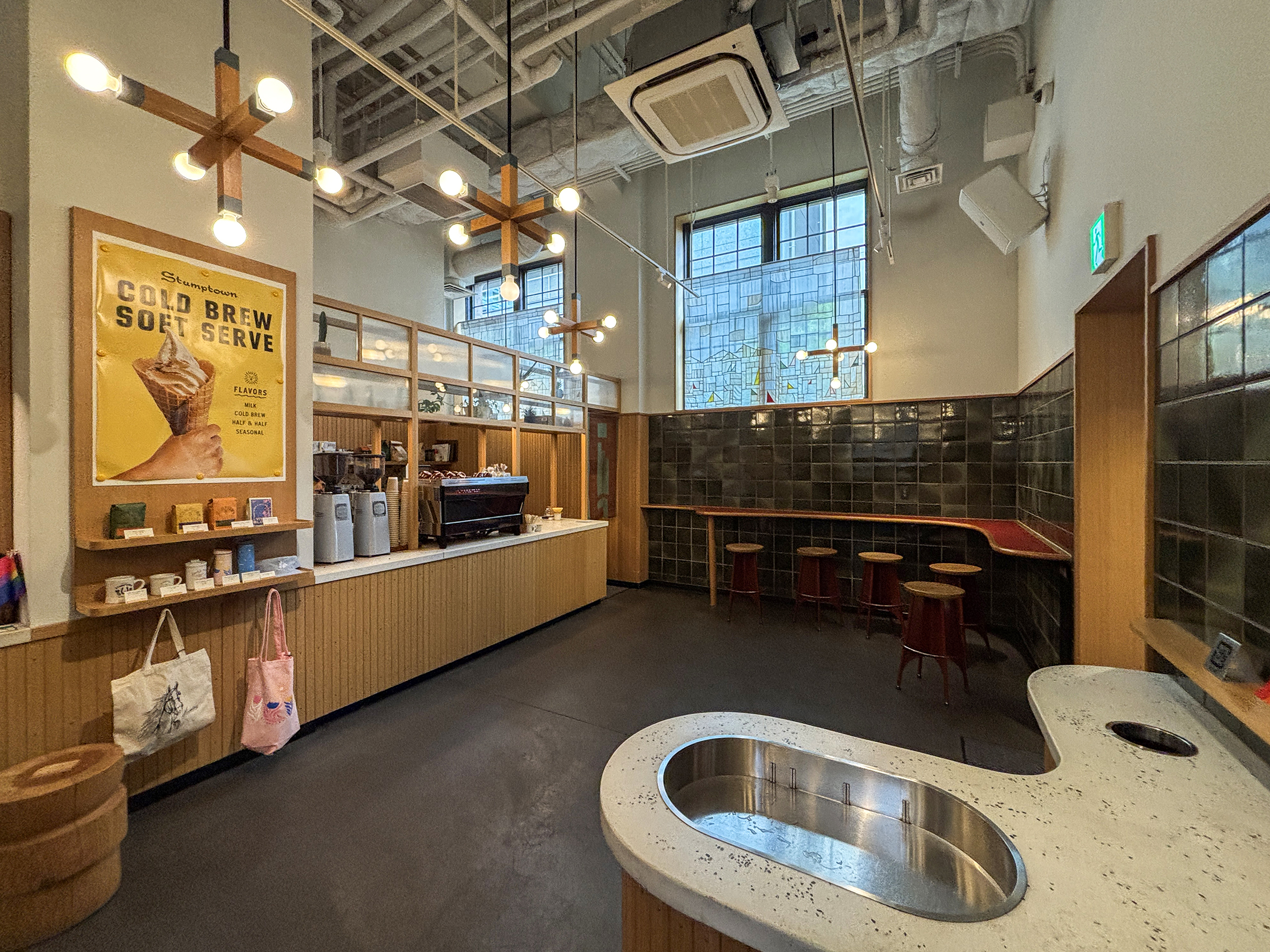
Stumptown エースホテル京都

## 旧施設
京都電電ビル西館から商業施設「新風館」への改装はNTT都市開発が事業主となり、NTTファシリティーズとリチャード ロジャース パートナーシップ ジャパンの設計、清水建設の施工で、2001年1月26日にオープンした。レンガ造り風の外観はヨーロッパのパティオを思わせるレトロな雰囲気が特徴で、2004年度のグッドデザイン賞建築・環境デザイン部門、第12回BELCA賞ベストリフォーム部門を受賞した。
運営は2012年3月までNTT都市開発と株式会社親風社中との協同運営であった。
NPO法人が市内中心部で営業しているベロタクシーの拠点となっていたほか、店舗営業の起業希望者が京都市の助成を受けて屋台型店舗を出店するなど、流行の発信拠点にもなっていた。
2016年3月27日の閉館時には、地上3階建ての回廊式の建物に、ファッション・グルメ・インテリアなどを中心に、約30店舗が入っていた。

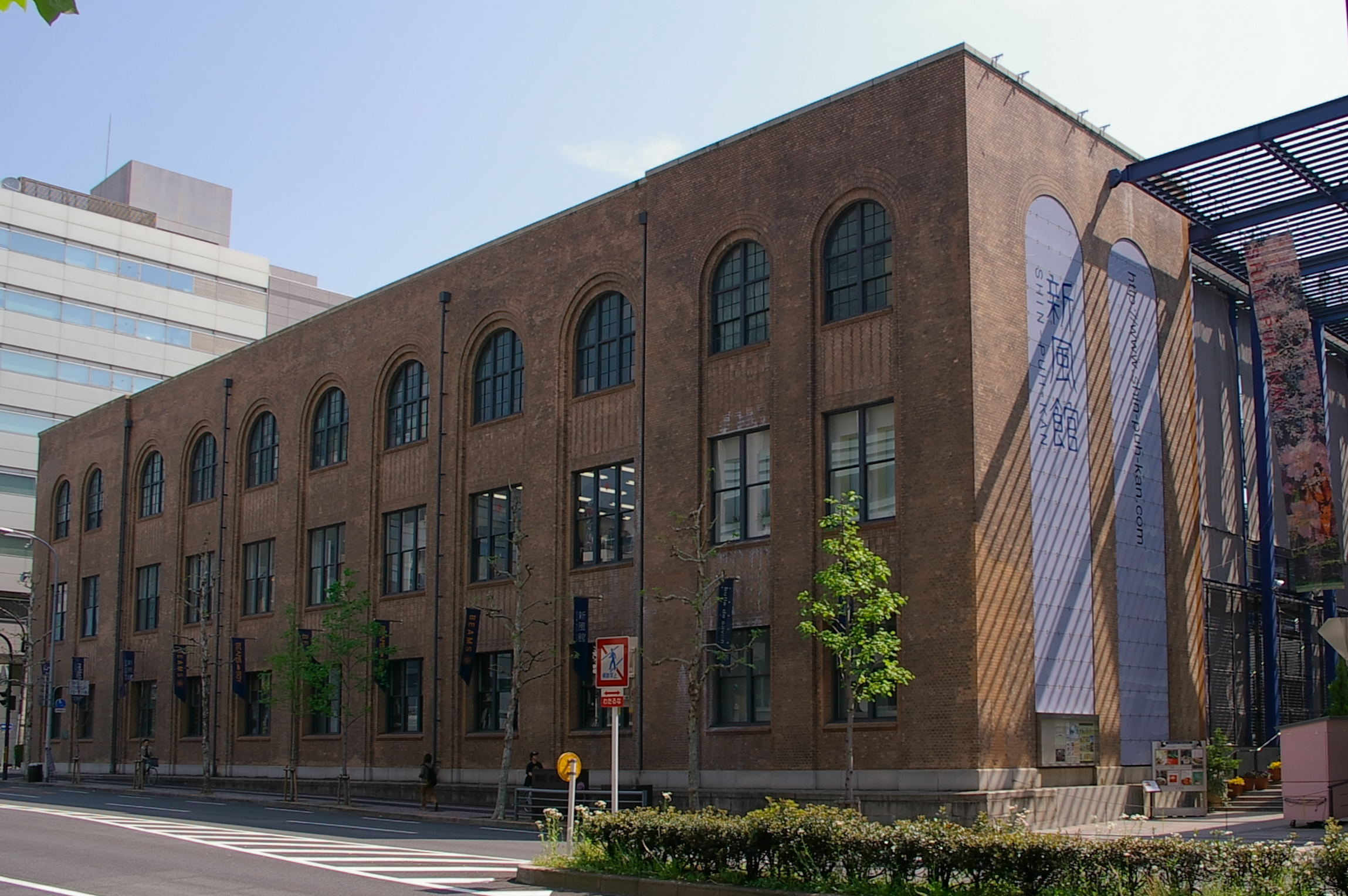
外観（2006年）
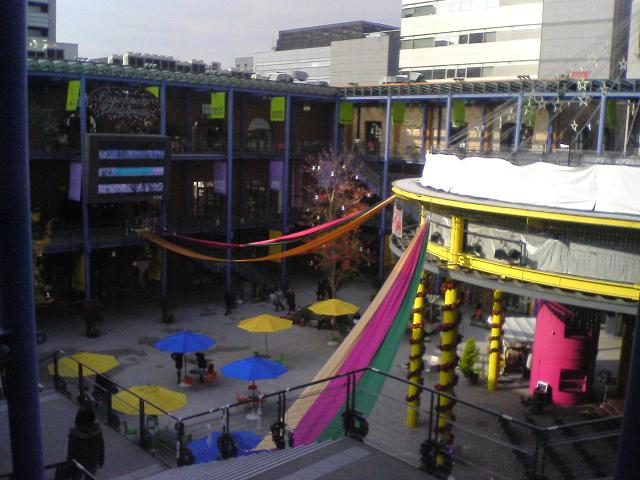
中庭（2006年）
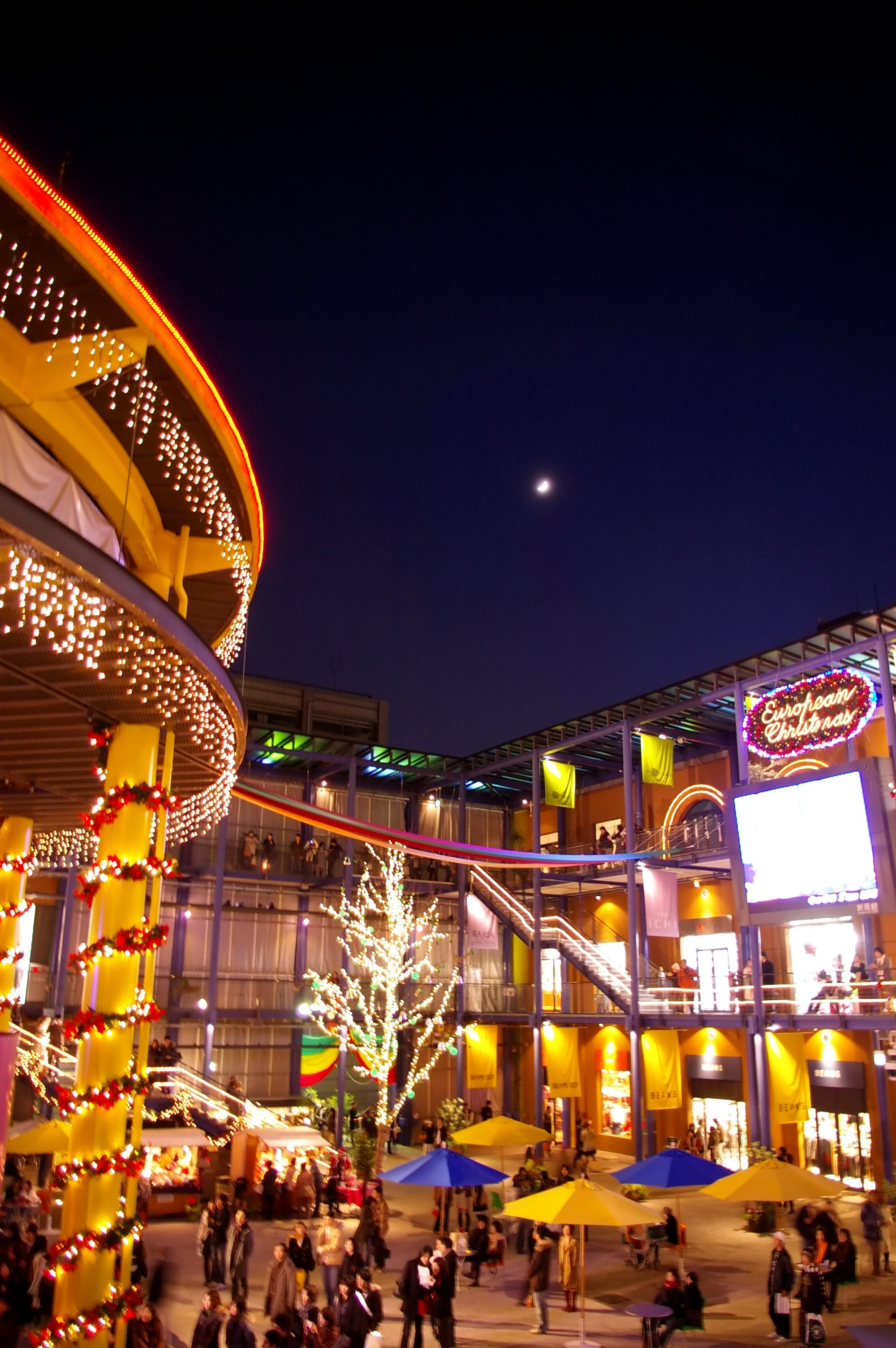
夜間の館内の様子（2006年）

### Re-Cueホール
中庭の「Re-Cueホール」（リキュウホール）は、立ち見を含めると約1,500人が収容可能なオープンスペースホールであった。円形のステージや250インチの大型スクリーン・音響設備・常設カメラなどを備え、コンサートやファッションショー、結婚式などに使われていた。

### 営業概要
入居店舗は物販・飲食およびその他の業種で構成されていた。また、上述のホールや中庭・テラスなどは「レンタルスペース」としても位置づけられていた。
※入居店舗の詳細は、公式サイトを参照。
- 営業時間
  - 物販店舗 : 11時から20時（金・土・祝前日は21時）まで。
  - 飲食店舗 : 11時から23時まで。

## 所在地
- 京都市中京区烏丸通姉小路下ル場之町586-2

## 交通
- 京都市営地下鉄烏丸線・東西線 烏丸御池駅直結。旧施設は駅の5番出口から徒歩1分であった。